# プロダクティリオセラス
プロダクティリオセラス（学名 : Prodactylioceras）は、前期ジュラ紀のプリンスバッキアンに生息していたアンモナイトの属。レイネスコエロセラスから進化したが、直接的ではなく、ベットニセラスを介して進化した可能性がある。この属の化石はヨーロッパ、アジア、北アメリカで発見されている。
結節が存在するプロダクティリオセラスと異なるベットニセラスが有効な属とされる場合もあるが、本属のシノニムとされる場合もある。P. italicumやP. colubriformeのような種は、ベットニセラスの種とされる可能性が高いため、本属には属さないとされている。

## 説明
本属のアンモナイトは進化した殻を持ち、渦の断面は円形から僅かに窪んでいるものであった。圧縮された一部の種では、肋が細かく、しばしば前傾し、殻の回りには結節を持っていた。また、窪んだ種では、肋はより粗く膨らみ、回りの結節が大きくなった。